# Jacques Nicolas Billaud-Varenne
Jacques Nicolas Billaud, poi Billaud-Varenne (La Rochelle, 23 aprile 1756 – Port-au-Prince, 3 giugno 1819), è stato uno scrittore, politico e avvocato francese.

## Biografia
Jacques Nicolas Billaud, poi Billaud-Varenne nacque il 23 aprile 1756 a La Rochelle da Nicolas-Simon-Marie, influente avvocato della città natale, e da Henriette-Suzanne Marchand, primogenito di tre figli. Dopo la formazione classica presso il parigino Collège d'Harcourt, intraprese a Poitiers studi di diritto, diventando avvocato nel 1778.
Il padre sperava che Billaud seguisse le sue orme, ma il figlio sembrava maggiormente attratto dalla letteratura che dalla carriera forense. Appassionato di teatro, si cimentò nella composizione di una commedia, La femme comme il n'y en a plus (1781), attaccando i costumi libertini del tempo. L'opera fu accolta dai fischi del teatro di La Rochelle e il suo autore, profondamente amareggiato, decise di abbandonare la città per recarsi a Parigi.
Non riuscendo a guadagnarsi mezzi di sussistenza adeguati con le competenze giuridiche, nel marzo 1783 entrò come professore nel collegio degli Oratoriani di Juilly. Per l'insistenza del padre, tuttavia, tornò a Parigi alla fine del 1784 per svolgere la professione di avvocato, installandosi in rue de Savoie. L'anno successo fu iscritto all'albo e decise di farsi chiamare Billaud de Varenne, adottando la particella nobiliare e il nome di un paesino poco distante da La Rochelle, dove il padre possedeva una fattoria.
Billaud veniva soprannominato « le Tigre » in ragione di una parrucca rossastra che amava portare durante le sue prime apparizioni alla Convenzione, o « Le Rectiligne »  (il retto - rigoroso) a causa del suo rigore morale. Era uno scrittore di attualità, un uomo politico francese, nonché avvocato. Fu membro del secondo Comitato di salute pubblica, quello allargato a dodici membri, deputato di Parigi alla Convenzione nazionale e per un breve periodo Presidente della stessa. Fu uno dei principali responsabili del Terrore e contribuì a organizzare il governo rivoluzionario. Fu lui a chiedere il processo contro Maria Antonietta alla Convenzione, definendo l'ex regina «la vergogna dell'umanità e del suo sesso».
Partecipò al colpo di Stato del 9 termidoro ma fu condannato dalla Convenzione alla deportazione assieme a Bertrand Barère e Collot d'Herbois, e trascorse molti anni in Guyana, preso dai rimorsi per aver contribuito a mandare Danton e Robespierre al patibolo.
Liberato, non gli fu possibile tornare in Francia; morì il 3 giugno 1819 a Port-au-Prince (Saint-Domingue, oggi Haiti).

## Pubblicazioni
I suoi libri, tutti di circostanza, sono dimenticati nel XIX secolo. Sono apocrifi sotto il nome di Mémoires.
- Mémoires écrits au Port-au-Prince en 1818, contenant la relation de ses voyages et aventures dans le Mexique, depuis 1815 jusqu'en 1817. – Paris, 1821 [inauthentique]
- Billaud Varenne membre du comité de salut public: Mémoires inédits et Correspondance. Accompagnés de notices biographiques sur Billaud Varenne et Collot d'Herbois. – Paris: Librairie de la Nouvelle Revue, 1893 (ed. par Alfred Begis)